# Helen (actrice)
Helen Richardson Khan, née Helen Ann Richardson le 21 novembre 1938, plus connue en tant qu'Helen, est une danseuse et actrice indienne d'origine birmane, figure de Bollywood.

## Biographie
Au cours de sa carrière Helen Richardson Khan apparaît dans plus de 700 films de Bollywood. Elle est considérée comme l'une des plus populaires danseuses de nautch de son temps. Sa vie est la source d'inspiration de quatre films et d'un livre.

## Filmographie partielle

### Au cinéma
- 1956 : Sailaab de Guru Dutt
- 1970 : Bombay Talkie de James Ivory